# Weinviertel
Weinviertel sau Viertel unter dem Manhartsberg este situat în nord-estul landului Austria Inferioară. Denumirea ținutului este folosită de secole, el este unul dintre cele mai mari regiuni viticole din Austria.

## Date geografice
Regiunea se poate spune că este limitată la nord est și sud de râurile Thaya, March și Dunăre. La vest muntele Manhartsberg face trecerea la regiunea mai înaltă formată din gnaisuri și roci de granit. Cel mai înalt punct al regiuni este Buschberg cu 491 m. Ape curgătoare mai importante din regiune sunt Göllersbach, Hamelbach, Pulkau, Rußbach, Schmida, Waidenbach, Weidenbach și Zaya.
Relieful caracteristic întâlnit aici sunt dealuri domoale cu văi largi, situate la la nord de  bazinul Vienei. Clima de aici fiind o climă uscată panonică cu o temperatură medie anuală de 10  °C cu numai ca. 80 de zile cu îngheț, timpul însorit atinge între 1900 și 2000 de ore pe an.

## Galerie de imagini

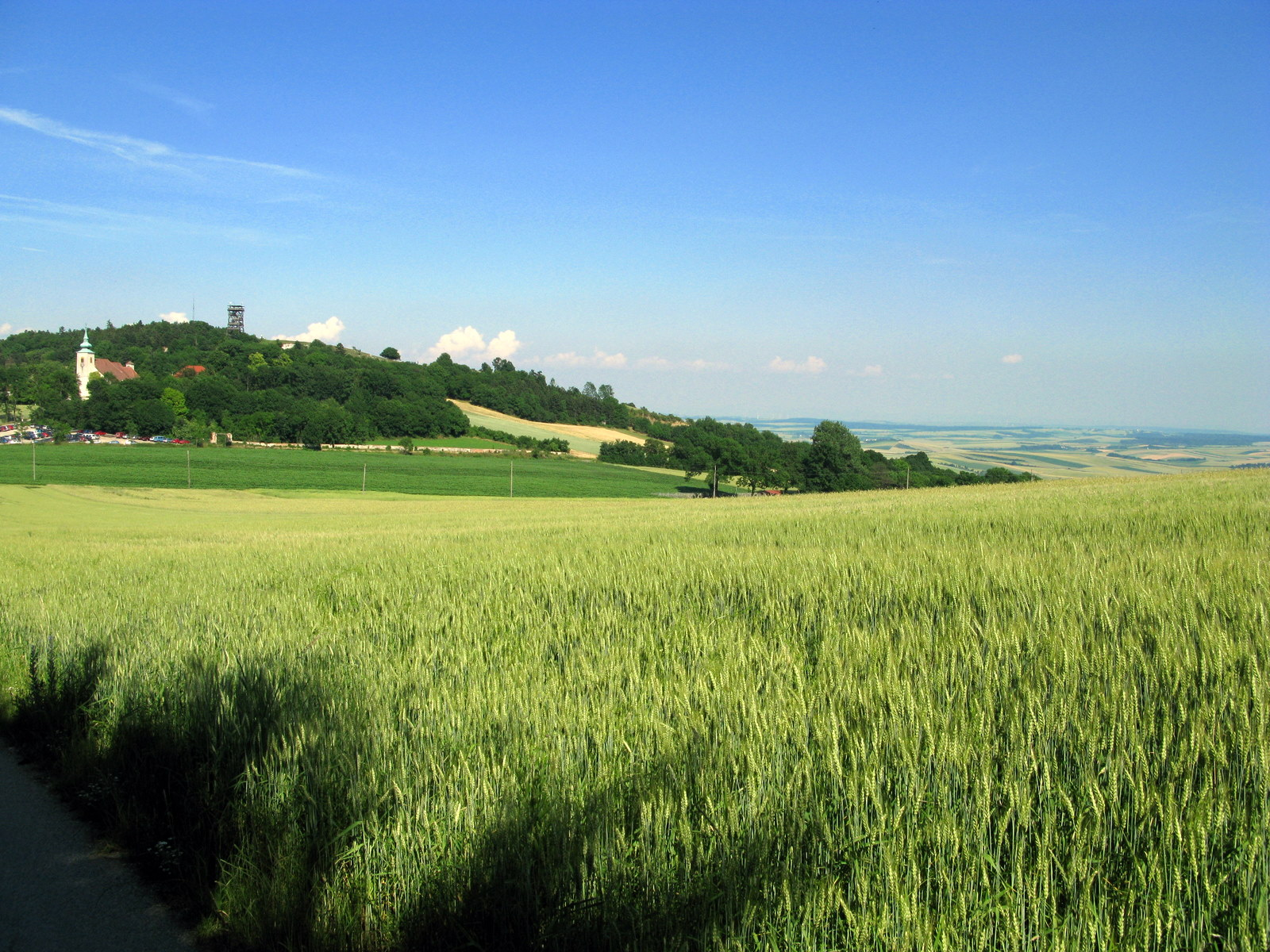
Oberleis
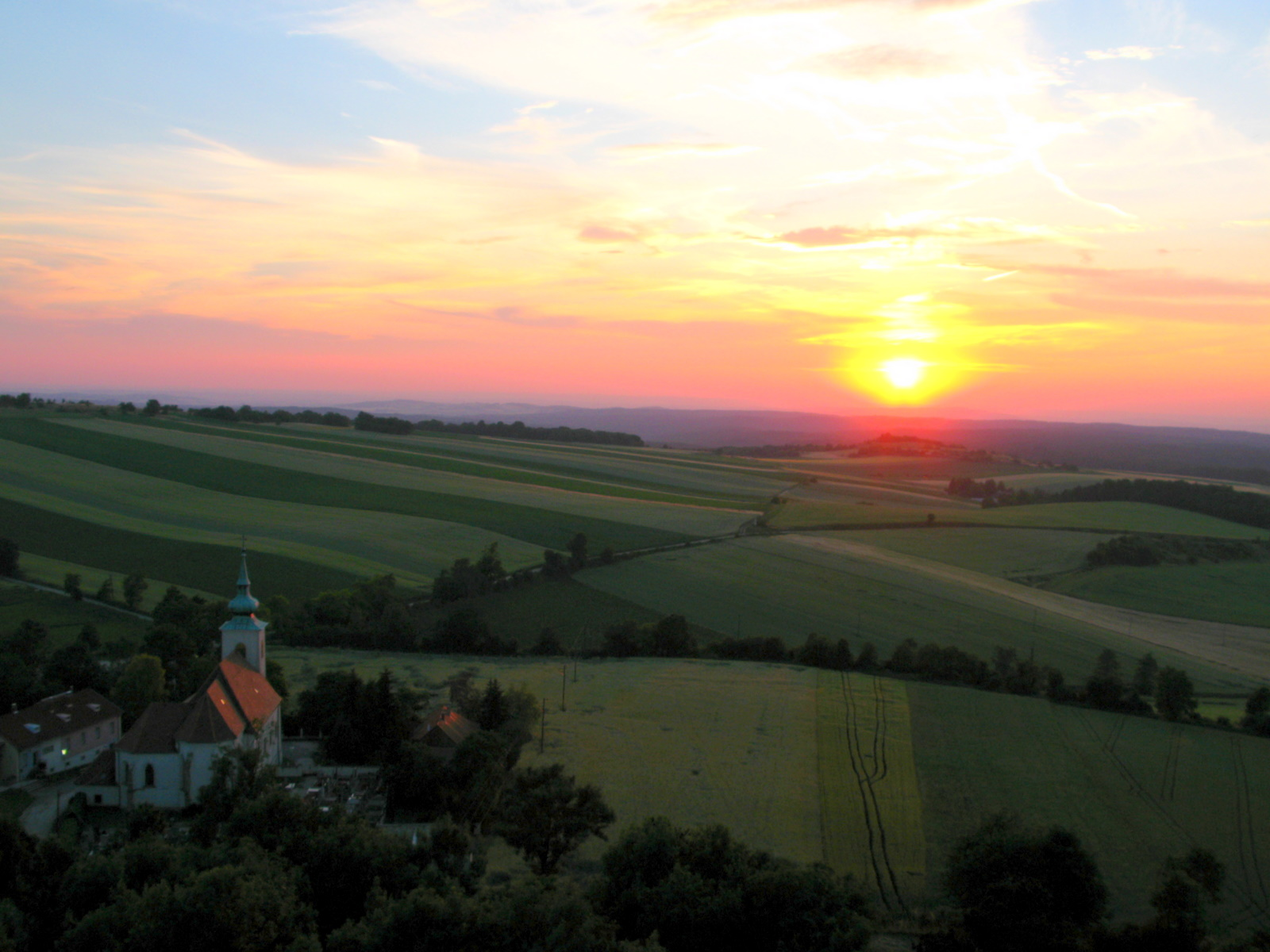
Leiser Berge
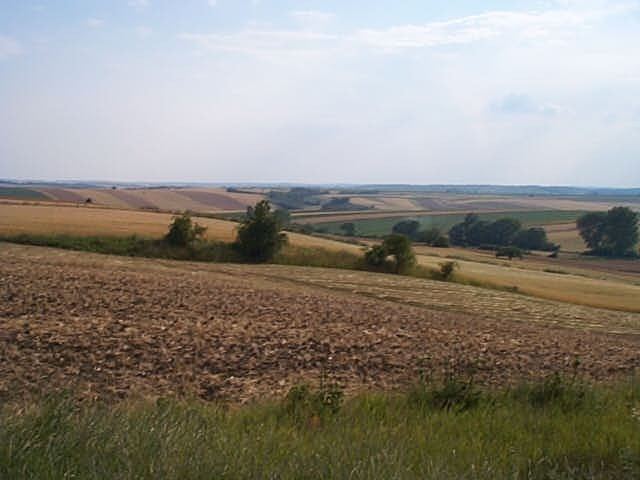
Weinviertel